# Mike McConnell
Pour les articles homonymes, voir McConnell.
Cet article possède un paronyme, voir Mitch McConnell.
John Michael McConnell (né le 26 juillet 1943 à Greenville en Caroline du Sud) est vice-amiral à la retraite de la marine américaine. Il est le directeur de la National Security Agency entre 1992 et 1996 avant de devenir directeur des services de renseignement américain (Director of National Intelligence) du 13 février 2007 au 29 janvier 2009.
Il est un proche de Robert Gates, ancien Secrétaire à la Défense, et du vice-président Dick Cheney.
En janvier 2007, il est nommé directeur des services de renseignement américain, poste auquel il remplace John Negroponte, devenu l'adjoint de Condoleezza Rice au Département d'État des États-Unis.
McConnell affirme qu'al-Qaïda et les talibans avaient toujours des « sanctuaires vitaux » au Nord-Ouest du Pakistan, région tribale bordant l'Afghanistan. Pour McConnel, l'élimination de ces sanctuaires doit être une priorité, ainsi que la rupture du lien entre les militants et les chefs de guerre locaux qui profitent du trafic de la drogue.
Tout en faisant l'éloge de l'action du Pakistan, McConnell a critiqué le président Pervez Musharraf pour avoir passé des accords avec certains chefs de tribus qui, depuis, ont permis aux talibans et à al-Qaïda de se regrouper.